# 주석 (원소)

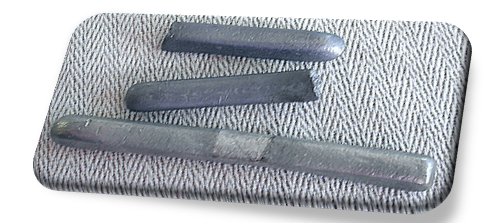

주석(朱錫, 영어: tin 틴[*]), 석(錫), 상납(上납) 또는 동납철(銅鑞鐵)은 화학 원소로 기호는 Sn(←라틴어: stannum 스탄눔[*]), 원자 번호는 50이다. 은색의 가단성이 있는 전이후 금속으로 쉽게 산화되지 않으며 부식에 대한 저항성이 있다. 합금 또는 다른 금속의 부식을 막기 위한 도금에 사용된다. 석석 광물에서 산화물 상태로 산출된다.

## 특성

### 물리적 특성
주석은 전성과 연성이 뛰어난 은색 금속이다. 주석 막대가 구부러지면 주석 울림이라는 파쇄음을 들을 수 있다. 녹는점은 232°C 정도이며, 11나노미터 이하의 입자 상태에서는 177.3°C 정도의 더 낮은 온도에서 녹는다.
주석에는 몇가지 동소체가 존재한다. 그 중 β-주석(백색 주석)은 금속성을 띠며, 실온에서 안정하고 전성이 뛰어나다. 반면 α-주석(회색 주석)은 비금속성이며, 13.2°C 이하의 온도에서는 불안정하고 부서지기 쉽다. α-주석의 구조는 등축정계에 속하기 때문에 자유 전자가 존재하지 않아 금속성을 띠지 않는다. α-주석은 주로 회색 분말 형태로 존재하며, 일반적으로 잘 사용되지 않는다. 이외에 161°C 이상의 온도와 수십억 Pa 이상의 고압에서 존재하는 γ-주석과 σ-주석도 있다. 저온에서는 주석의 원자 배열이 바뀌어 β-주석이 α-주석으로 변하는 동소변태 현상이 일어나는데, 이를 주석병이라고 한다. 순수한 주석에서는 α-β 주석 간의 변환이 13.2°C 이하에서 나타나지만 알루미늄, 아연, 안티모니, 비스무트, 납, 은 등의 불순물이 첨가되면 그 온도가 낮아지거나 아예 일어나지 않게 되면서 주석의 내구성을 높이기도 한다. 3.72K 이하의 온도에서는 초전도체의 성질을 나타낸다.

### 화학적 특성
주석은 물에서는 부식되지 않으나 산성이나 염기성 조건에서 부식된다. 또, 공기 중에서는 산화되어 보호막을 형성하는데, 이러한 성질을 이용하여 다른 금속 위에 주석을 얇게 도금하기도 한다. 특히 철에 주석을 도금한 것을 양철이라고 한다.

## 동위 원소
주석에는 10개의 안정한 동위 원소가 존재한다. 안정한 동위 원소들 중 '주석-120'이 가장 많이 존재하고 '주석-115'가 가장 적게 존재한다. 이외에도 29종류의 불안정한 방사성 동위 원소가 알려져 있으며, 이 중 주석-126(반감기 약 23만 년)을 제외하고는 모두 반감기가 1년 이하이다.

## 역사
주석을 광석에서 추출하여 사용하기 시작한 것은 기원전 3000년 경 청동기 시대가 시작할 때부터인 것으로 추정된다. 다른 금속이 섞인 구리 광석은 순수한 구리와는 다른 성질을 갖는다는 성질을 발견한 것이다. 초기의 청동에는 주석이나 비소가 2% 정도밖에 들어가지 않아 의도적으로 첨가했다기보다는 구리를 얻는 과정에서 불순물로 들어갔을 것으로 추정된다. 이후, 구리에 다른 금속을 첨가하면 구리의 강도를 높여주고 녹는점을 낮춰주며, 융해되었을 때 더 점성이 낮은 액체가 되고 다시 응고되면 밀도가 더 높은 금속이 되어 주조하기가 쉬워진다는 것을 발견하였고 이는 청동기 시대에 거푸집을 이용하여 다양한 종류의 모양을 낼 수 있도록 한 중요한 발견이었다. 구리와 비소의 합금은 구리 광석에 비소가 자연적으로 함유되어 있는 중동 지역에서 처음 나타났으나, 건강에 미치는 악영향이 알려져 비교적 덜 위험한 주석 합금으로 점차 대체되었다.
주로 이산화 주석으로 이루어진 석석은 고대에 주석의 주요 원료였을 가능성이 높다. 다른 종류의 주석 광석은 대체로 황화물이며, 그 양은 비교적 적은 편이고 더 복잡한 제련 과정이 필요하다.

## 존재
주석은 태양 질량의 0.6배에서 10배 사이의 항성에서 인듐의 방사성 동위 원소가 베타 붕괴하는 S-과정을 통해 생성된다. 지각에서는 49번째로 많이 존재하는 원소이며, 약 2ppm 정도의 농도로 포함되어 있다. 자연 상태에서는 순수한 형태로 발견되지 않는다.
석석(SnO2)은 주석의 주요 원료이며, 나머지는 주로 황화물의 형태로 존재한다. 중국, 말레이시아, 페루, 인도네시아 등지에서 주로 생산된다.

## 용도

### 땜납
주석은 오랜 기간 동안 납과 혼합된 합금 형태로 사용되어 왔다. 주석 63%, 납 37% 비율로 혼합된 합금에서는 주석과 납의 녹는점이 같아진다. 이러한 혼합물을 공융 혼합물이라고 한다. 땜납은 주로 관을 연결하거나 전자 회로의 납땜 등에 사용된다. 2006년 6월 유럽 연합(EU)이 WEEE 지침과 유해물질 제한지침을 발효시킨 이후로는 그 사용이 줄어들었다.

### 양철
주석은 철과 쉽게 결합하며, 납, 아연, 강철 등의 부식을 막기 위한 표면 도금에 사용된다. 이 중 철 표면에 주석을 도금한 것을 양철이라 한다. 양철로 만든 통조림 깡통은 음식 보존에 널리 이용된다.

## 같이 보기
- 주석병